# Llamas de Rueda
Llamas de Rueda es una localidad española perteneciente al municipio de Cubillas de Rueda, en la provincia de León, comunidad autónoma de Castilla y León.

## Geografía

### Ubicación
| Noroeste: Cubillas de Rueda  | Norte: Cubillas de Rueda | Noreste: Almanza                   |
| Oeste: San Cipriano de Rueda |                          | Este: Castromudarra                |
| Suroeste Herreros de Rueda   | Sur: Quintana del Monte  | Sureste: Villamartín de Don Sancho |

## Demografía
Evolución de la población
| Gráfica de evolución demográfica de Llamas de Rueda entre 2000 y 2017 |
|                                                                       |
| Población de derecho (2000-2017) según el padrón municipal del INE    |